# Francesco Adriano Ceva

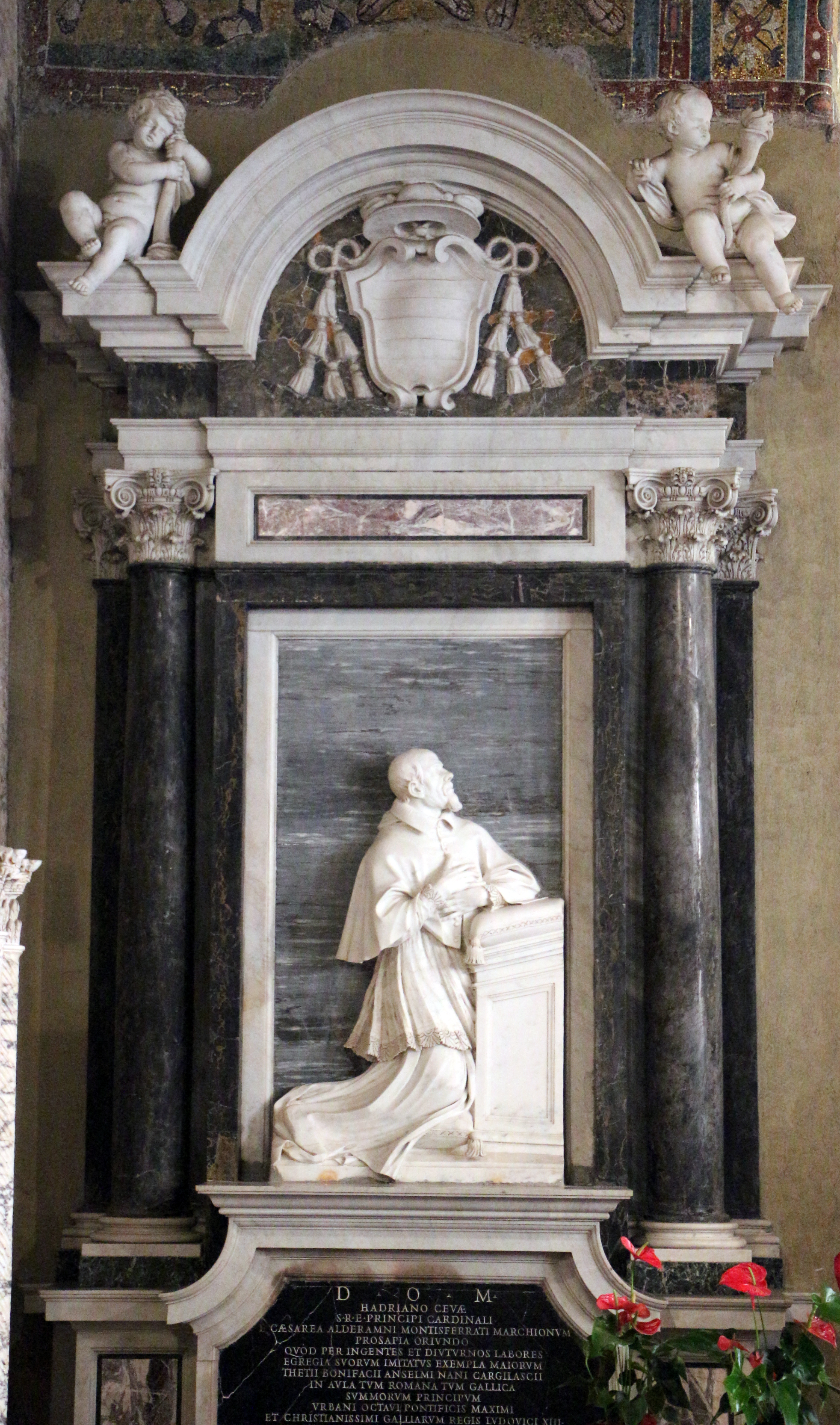
Grab des Kardinals Ceva in der Kapelle San Teodoro in der Lateransbasilika, einem Werk von Francesco Borromini

Francesco Adriano Ceva (* 1580 in Mondovì; † 12. Oktober 1655 in Rom) war ein italienischer Kardinal, der ursprünglich aus dem damaligen Herzogtum Savoyen stammte.

Wappen der Ceva

Er war Mitglied des Hauses der Marchesi di Ceva. Als Sohn des Marchese Garzilasco Ceva wurde er auf den Namen Hadriano getauft, oder einfacher: Adriano. Der Name Francesco wurde später hinzugefügt oder aufgrund eines Fehlers in den Aufzeichnungen der damaligen Zeit nicht erfasst.

## Biografie
Als junger Mann ging er nach Rom, wo er Prälat im Dienste von Kardinal Maffeo Barberini wurde, der später unter dem Namen Urban VIII. zum Papst gewählt wurde. Er diente als Sekretär in der Gesandtschaft von Barberini in Frankreich. Es scheint, dass er auch einer der Befürworter von Barberinis Aufstieg auf den päpstlichen Thron war.
Nach seiner Wahl setzte Urban VIII. Ceva weiterhin als Prälat ein, bis er als außerordentlicher Apostolischer Nuntius nach Frankreich berufen wurde.
Der Papst erhob Ceva 1643 zum Kardinal und verlieh ihm den Titel eines Kardinalpriesters von  Santa Prisca erhoben. Mit dem Tod des Papstes im darauf folgenden Jahr nahm Ceva am Konklave von 1644 teil, das Papst Innozenz X. und erneut am Konklave 1655 das Papst Alexander VII. wählte.
Kardinal Ceva starb einige Monate nach dem Konklave, am 12. Oktober 1655, an einer Form von Gicht. Er ist in der Baptisterium der Basilika San Giovanni in Laterano in Rom, begraben.